# فرودگاه امبوروی
فرودگاه امبوروی (به انگلیسی: Amborovy Airport) (به زبان بومی: Philibert Tsiranana Airport) یک فرودگاه همگانی با کد یاتا MJN است که یک باند فرود آسفالت دارد و طول باند آن ۲۲۰۰ متر است. این فرودگاه در شهر امبوروی کشور ماداگاسکار قرار دارد و در ارتفاع ۲۷ متری از سطح دریا واقع شده است.

## شرکت‌های هواپیمایی و مقصدهای پروازی
| شرکت‌های هواپیمایی | مقصدهای پروازی                                                            |
| ----------------- | ------------------------------------------------------------------------- |
| AB Aviation       | شاهزاده سعید ابراهیم                                                      |
| ایر ماداگاسکار    | ایواتو، آراچارت، دزااودزی پاماندزی، شاهزاده سعید ابراهیم، فسن، توئامازینا |
| Ewa Air           | دزااودزی پاماندزی                                                         |
| Int'Air Îles      | شاهزاده سعید ابراهیم                                                      |